# Bartley (Wirginia Zachodnia)
Bartley – jednostka osadnicza w Stanach Zjednoczonych, w stanie Wirginia Zachodnia, w hrabstwie McDowell.